# Culex gilliesi
Culex gilliesi är en tvåvingeart som beskrevs av Hamon och Someren 1961. Culex gilliesi ingår i släktet Culex och familjen stickmyggor. Inga underarter finns listade i Catalogue of Life.